# Stellaria souliei
Stellaria souliei är en nejlikväxtart som beskrevs av Frederic Newton Williams. Stellaria souliei ingår i släktet stjärnblommor, och familjen nejlikväxter. Inga underarter finns listade i Catalogue of Life.